# Корбут, Ольга Валентиновна
О́льга Валенти́новна Ко́рбут (бел. Вольга Валянцінаўна Корбут, род. 16 мая 1955, Гродно, Белорусская ССР, СССР) — советская гимнастка, четырёхкратная Олимпийская чемпионка, заслуженный мастер спорта СССР (1972). Тренировалась у Ренальда Кныша. Окончила Гродненский государственный педагогический институт (1977) по специальности тренер-преподаватель. Почётный гражданин города Гродно (2010).

## Биография

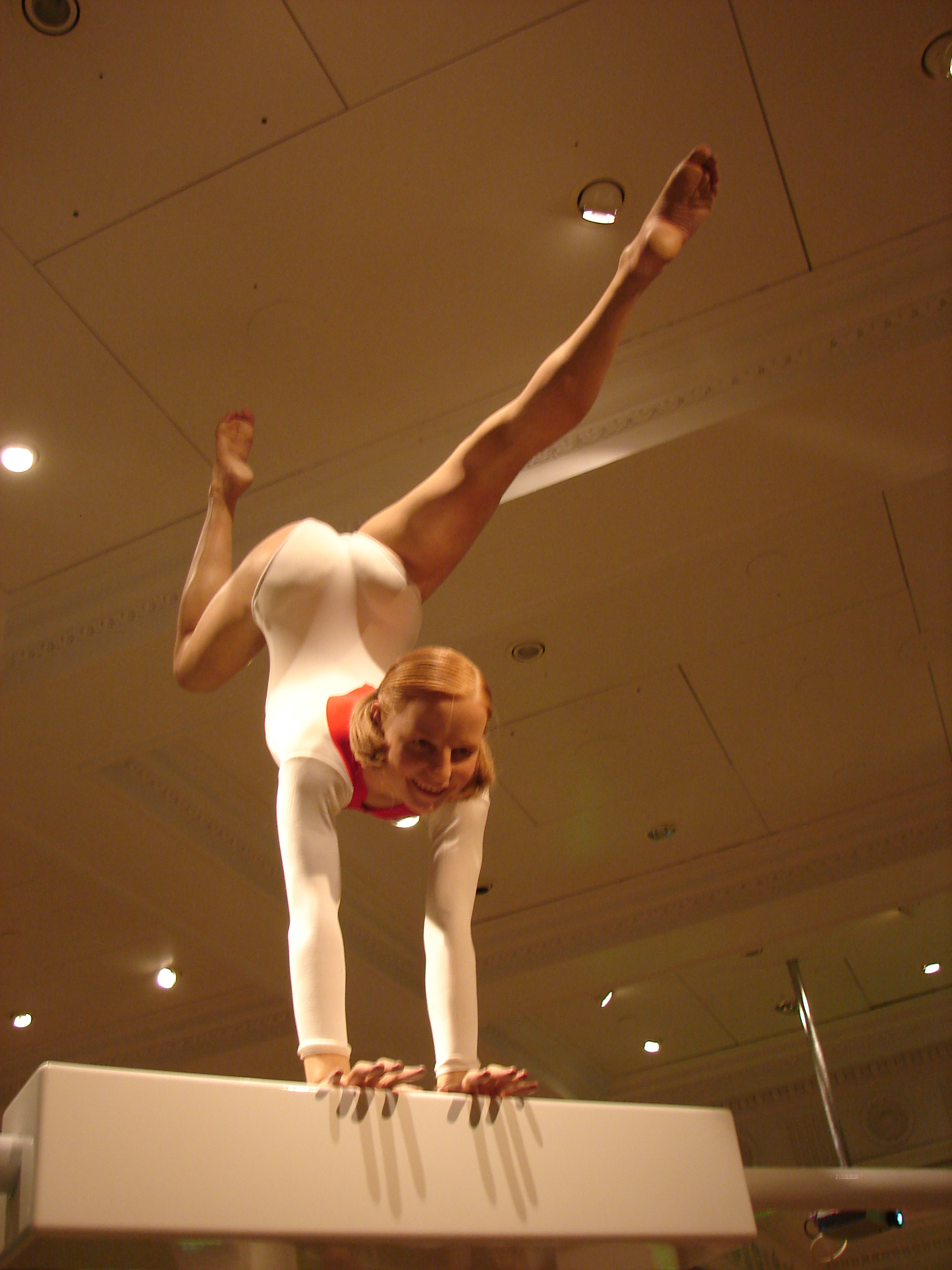
Восковая фигура Ольги Корбут в музее мадам Тюссо в Лондоне

Ольга Корбут родилась 16 мая 1955 года в городе Гродно. Во втором классе в школе пошла в кружок гимнастики Ярослава Ивановича Короля в 1963 году. В 10 лет в 1965 году попала в группу к Ренальду Кнышу. Первый большой успех пришёл в 1970 году — она стала чемпионкой СССР в опорном прыжке и вошла в сборную СССР. Первая в истории гимнастка, которая смогла выполнить сальто на бревне.
В историю спортивной гимнастики вошло противостояние Людмилы Турищевой и Ольги Корбут. Турищева в свои 20 лет олицетворяла собой старую академическую гимнастическую школу, тогда как 17-летняя Ольга Корбут воплощала в себе новые веяния в спорте: рискованные элементы, атлетизм и юность. Свою первую золотую олимпийскую награду Людмила Турищева выиграла в 13-летнем возрасте на Олимпийских играх в Мехико 1968 года. На Олимпиаде в Мюнхене 1972 года Корбут продемонстрировала новаторские гимнастические элементы и стала фаворитом зрительских симпатий. Однако в жёсткой борьбе за абсолютное первенство она проиграла Турищевой. Выступая в ходе абсолютного первенства на своём коронном снаряде брусьях, она допустила серьёзную ошибку и в итоге даже не попала в призёры.
После Олимпиады 1972 года Ольга Корбут стала звездой эфира и на следующий год была приглашена в США. На приёме в Белом доме президент США Ричард Никсон, обращаясь к спортсменке, заявил: «Вы такая маленькая!».
В 1976 году Корбут вошла в состав сборной СССР на Играх в Монреале, выиграв в составе команды золото и завоевав серебро на бревне.
Завершила спортивную карьеру после Олимпиады в Монреале.
В 1977 году получила диплом исторического факультета Гродненского университета.
С 1991 года проживает в США, имеет американское гражданство.
В 1999 году она рассказала о сексуальном насилии, которому она подверглась со стороны своего тренера Ренальда Кныша, что он отрицал. Позже, в 2018 году, Корбут появилась на телешоу, в котором утверждала, что её бывший тренер изнасиловал её. Под влиянием публичных выступлений Корбут несколько других гимнасток, которые также тренировались под руководством Кныша, рассказали об аналогичных инцидентах, подтверждающих обвинения Корбут.
В 2017 году выставила на аукцион пять своих Олимпийских медалей и некоторые другие предметы, связанные со спортивными победами, выручив за них 183 тысячи долларов. По данным The Daily Telegraph, продажа Корбут медалей и личных вещей была вызвана финансовыми трудностями и проблемами в личной жизни, хотя Корбут опровергала сам факт продажи медалей.

### Личная жизнь
Первый муж (с 1978 по 2000 год) — Леонид Леонидович Борткевич (1949—2021), певец, солист группы «Песняры». С 2000 года — в разводе.
- Сын — Ричард Леонидович Борткевич (род. 1978). За изготовление 30 000 фальшивых американских долларов был осуждён на три с половиной года и депортирован из США.

Второй муж — Алексей Войнич (род. 1980), менеджер, ранее переехавший в Америку из Беларуси.
Третий муж — Джей Шенфилт, американский бизнесмен. Живут в Скотсдейле (штат Аризона, США).

## «Петля Корбут»
Считается, что Ольга Корбут первой исполнила уникальный элемент «петлю Корбут». Гимнастка встаёт на высокую часть разновысоких брусьев и делает фляк, цепляясь руками за верхнюю перекладину брусьев. Элемент был исполнен во время её упражнений на брусьях на Олимпиаде в Мюнхене.
Впоследствии элемент был усовершенствован Еленой Мухиной — она добавила к нему винт. В настоящее время «петля Корбут» не выполняется на официальных соревнованиях, так как запрещена правилами (гимнасткам нельзя становиться ногами на верхнюю часть брусьев).

## Достижения
- 4-кратная Олимпийская чемпионка:

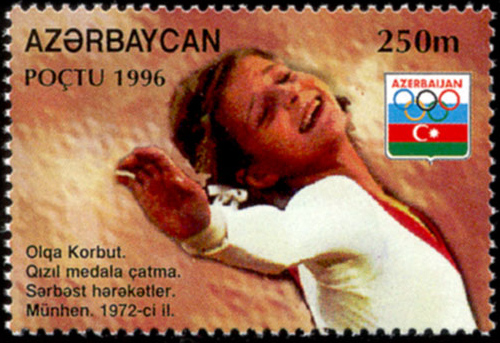
Почтовая марка Азербайджана с фотографией Ольги Корбут — 1996 год

  - 1972 год — командное первенство, бревно и вольные упражнения,
  - 1976 год — командное первенство
- Двукратная вице-чемпионка Олимпийских игр (1972 г. — брусья, 1976 г. — бревно),
- Двукратная Чемпионка мира 1974 года (командное первенство и опорный прыжок),
- Победительница Спартакиады народов СССР и абсолютная Чемпионка СССР 1975 года, многократная Чемпионка СССР,
- Обладательница серебряной медали чемпионата Европы 1973 года в абсолютном первенстве.
- В 1974 году по мотивам её биографии был снят художественный фильм «Чудо с косичками», в котором она сама исполняла спортивные упражнения (в главной роли Ирина Мазуркевич).

## Награды и звания
- Орден «Знак Почёта»
- Орден Дружбы народов
- Почётный гражданин города Гродно[8]. 15 июля 2010 года присвоено звание Почётного гражданина города Гродно за высокие спортивные достижения и большой личный вклад в развитие физической культуры и спорта г. Гродно и Республики Беларусь, их авторитет на международной арене.

## Медаль
Корбут заявила, что обнаружила в музее спорта в Москве свою золотую медаль Игр-1972, которая была украдена у спортсменки 46 лет назад, но ей отказались вернуть награду.

## Купальник
С аукциона были проданы гимнастический купальник, в котором Корбут выступала в Лондоне в 1973 году, и её автограф на обложке журнала Sports Illustrated. Цена первого лота составила 3 тыс. долларов, второго — 49 долларов.